# 34 Cancri
34 Cancri, som är stjärnans Flamsteed-beteckning, är en ensam stjärna, belägen i den södra delen av stjärnbilden Kräftan. Den har en skenbar magnitud av ca 6,48 och kräver åtminstone en handkikare för att kunna observeras. Baserat på parallax enligt Gaia Data Release 2 på ca 5,7 mas, beräknas den befinna sig på ett avstånd på ca 568 ljusår (ca 174 parsek) från solen. Den rör sig närmare solen med en heliocentrisk radialhastighet på ca -11 km/s. På det beräknade avståndet minskar stjärnans skenbara magnitud med 0,14 enheter genom en skymningsfaktor orsakad av interstellärt stoft.

## Egenskaper
34 Cancri är en blå till vit stjärna i huvudserien av spektralklass A1 V och är en kemiskt speciell stjärna, eventuellt av den magnetiska typen (CP2), som visar ett onormalt överskott av strontium. Den har en massa som är ca 2,7 solmassor, en radie som är ca 2,7 solradier och utsänder från dess fotosfär ca 70 gånger mera energi än solen vid en effektiv temperatur av ca 9 700 K.